# بيلي مارتن (فنان إيقاعي)
بيلي مارتن (بالإنجليزية: Billy Martin)‏ هو عازف جاز أمريكي، ولد في 1962 في نيويورك في الولايات المتحدة.

## وصلات خارجية
- الموقع الرسمي
- بيلي مارتن على موقع ميوزك برينز (الإنجليزية)
- بيلي مارتن على موقع أول ميوزيك (الإنجليزية)
- بيلي مارتن على موقع ديسكوغز (الإنجليزية)